# Asterix und Obelix gegen Caesar
Asterix und Obelix gegen Caesar ist der erste Realfilm der Comicreihe Asterix aus dem Jahr 1999. Er hat keinen bestimmten Asterixband als Vorlage, enthält jedoch viele Elemente aus verschiedenen Bänden. Der Film wurde den Asterix-Erfindern Albert Uderzo und René Goscinny gewidmet.

## Handlung
50 v. Chr. Der römische Imperator Caesar will, im Glauben, seine Armee hätte ganz Gallien besetzt, Britannien erobern. Jedoch erfährt er vom Steuereintreiber Incorruptus, dass ein kleines gallisches Dorf dem römischen Imperium immer noch Widerstand leistet. Wütend beauftragt er seinen Präfekten Destructivus, sich rasch einen Plan einfallen zu lassen.
Derweil hält im römischen Fort vor den Toren des gallischen Dorfes der Steuereintreiber Roms Einzug, dessen Eskorte die Truhe mit den Einnahmen beschützt. Unglücklicherweise fällt ein Goldstück aus der Truhe, das der Taugenichts Lügnix sich unter den Nagel reißt. Er vermutet die ganze Truhe voller Münzen und fasst einen gerissenen Plan, um auch an den Rest der Münzen zu kommen. Gemeinsam mit seinen Kumpanen Alkoholix und Anorexix begibt er sich zum gallischen Dorf, behauptet vor den Galliern, er sei ein Seher und sieht voraus, dass ein großer Schatz in das Dorf kommen wird. Asterix glaubt ihm anfangs kein Wort, doch eines Abends erscheint tatsächlich der Steuereintreiber Incorruptus im Dorf, wie Lügnix es gesagt hatte. Die Dorfbewohner empfangen Incorruptus und seine Eskorte mit verbalen Erniedrigungen und schlagen sie schnell wieder in die Flucht – ohne die Truhe. Lügnix genießt nun das Vertrauen der Gallier und deren Häuptling Majestix, welchem Lügnix dank des Goldes eine große Zukunft als Häuptling "weissagt". Während Majestix in seinen Visionen des Reichtums schwelgt, sieht Lügnix seinen Plan, an das Gold zu kommen, schon fast als vollendet. Nun muss er nur noch Asterix loswerden, der ihm noch immer nicht traut. Unter dem Vorwand, sich endlich mit ihm versöhnen zu wollen, verzaubert Lügnix Asterix mit einem vergifteten Pilzomelett. Nun sieht dieser in Obelix keinen Geringeren als den großen Imperator Cäsar und versucht, ihn zu erledigen. Das ganze Dorf gerät in Aufruhr, als Asterix einfach nicht von Obelix ablassen will. Im ganzen Durcheinander nimmt Lügnix sein Glück in die Hand und macht sich mit den Steuereinnahmen davon. Nach Nachlassen der Wirkung der Pilze müssen die Dorfbewohner nüchtern erkennen, dass Lügnix sie tatsächlich hintergangen hatte und Asterix' Misstrauen die ganze Zeit über gerechtfertigt war.
Mittlerweile drängt Cäsar nach einigen vergeblichen Angriffen auf das gallische Dorf immer vehementer auf eine rasche Lösung des Problems. Da kommt Präfekt Destructivus die entscheidende Idee: Miraculix muss entführt werden, denn ohne Druiden kein Zaubertrank und ohne Zaubertrank kein Widerstand. Miraculix bereitet sich derweil auf seinen Marsch zur Druidenversammlung im heiligen Karnutenwald vor, bei dem ihn Asterix und Obelix begleiten werden. Da nur Druiden den heiligen Wald betreten dürfen, folgt Obelix' Hund Idefix Miraculix unauffällig in den Druidenwald und wird Zeuge eines Hinterhalts der Römer, die sich als Druiden verkleidet hatten und Miraculix überwältigen. Eiligst holt Idefix Asterix und Obelix zum Tatort, doch finden sie von Miraculix keine Spur.
Nachdem die Entführung des Druiden geglückt ist, überkommt Destructivus nun die Machtgier und er will den Druiden zwingen, ihm den Zaubertrank zu brauen, um Caesar zu stürzen und die Herrschaft über Rom an sich zu reißen. Zur gleichen Zeit rennen die Römer auf das Dorf an, in der Hoffnung, dass der Zaubertrank ohne den Druiden bald zur Neige gehen wird. Die Zeit wird allmählich knapp; Asterix muss sich etwas einfallen lassen. Zusammen mit Obelix schmiedet er einen Plan, in dem Obelix einen Legionär spielt und Asterix als gefangenen gallischen Spion zum heimlich von Destructivus eingekerkerten Caesar bringen soll. Der solle dann – ebenfalls gekidnappt – im Austausch gegen Miraculix den Sieg sichern. Sie machen sich einen Code aus, nach dem Obelix, sobald er ihn hört, sich wieder wie er selbst benehmen soll. Dieser Teil des Plans scheitert jedoch, da Asterix weggezerrt wird und Obelix nicht mehr hört, wie er den vereinbarten Spruch ruft. Erschwerend kommt hinzu, dass Obelix gerade in Falbala verliebt und ein wenig neben der Spur ist. Außerdem wächst Obelix mehr als nötig in seine Rolle als Römer hinein, als Destructivus ihn erst zu seiner persönlichen Leibwache und dann zum Zenturio ernennt.
Asterix wird anstatt zu Cäsar in die Folterkammer gebracht, in der Destructivus das Geheimnis des Zaubertrankes aus Miraculix herausbekommen will. Als zunächst Asterix und sogar Idefix vor seinen Augen gefoltert werden, gibt der Druide schließlich nach und braut mit seinem vermeintlichen Assistenten Asterix den Zaubertrank für die Römer. Als dieser fertig ist, übernimmt Destructivus die Kontrolle über das Lager, indem er Cäsar gefangen nehmen lässt, vor allen anderen Römern jedoch erklärt, Caesar wäre „dummerweise kurzfristig erkrankt“. Zur Feier des Tages (laut Destructivus "um Caesars Genesung zu beschleunigen") sollen Spiele stattfinden, bei denen Asterix sich gegen Schlangen, Löwen, Krokodile, Vogelspinnen, einen Elefanten und einen wilden Menschen durchsetzen muss. Obelix sieht dabei tatenlos zu, da er denkt, immer noch die Rolle des Römers spielen zu müssen. Als es für Asterix arg brenzlig wird, kommt ihnen unverhofft und völlig ahnungslos Destructivus zu Hilfe, der Asterix’ Lippen liest und für Obelix übersetzt. Da Asterix nach wie vor den Code ruft, kommt Obelix umgehend zu seiner Rolle als Gallier zurück, überwältigt Destructivus und befreit Asterix. Gemeinsam bewältigen sie den Rückweg durch die Arena und befreien Miraculix, Idefix und einen Gefangenen. Nach der Rückkehr ins gallische Dorf stellt sich heraus, dass dieser Gefangene Julius Caesar ist, welcher sich zum Dank für seine Befreiung mit den Galliern verbündet.
Das Dorf steht nun allerdings einer Übermacht von Römern gegenüber und hat als Gegenmaßnahme nur noch eine winzige Menge Zaubertrank zur Verfügung. Als letzte Möglichkeit sucht Miraculix zusammen mit Obelix und Asterix seinen Urgroßvater Patriarchix auf, der im Besitz der wertvollen Milch des zweiköpfigen Einhorns ist. Unter größter Anspannung müssen die drei zwei Rätsel des Alten lösen, um die Milch zu bekommen. Eiligst wird die Milch dem letzten Schluck Zaubertrank zugemischt, und Asterix und Obelix teilen den Trank unter sich auf. Aufgrund seiner magischen Wirkung vervielfältigen sich Asterix und Obelix bei jedem Schluck und bilden allmählich eine einzige Armee aus Asterixen und Obelixen. So werden die Römer geschlagen und Cäsar bestraft Destructivus (der sich erfolglos versucht herauszuwinden, indem er Brutus als „Verräter“ bezeichnet) und versichert den Galliern als Belohnung für seine Befreiung ihren Sonderstatus im römischen Imperium.
Obelix, der zuvor mit einigen Schlücken des Verdopplungstrankes zwei Falbalas entstehen ließ, erhält zum Abschluss eine Geburtstagstorte aus Römern mit Kerzen auf dem Kopf. In deren Mitte befindet sich Caius Bonus, den Obelix am liebsten verprügelt und der in hohem Bogen von diesem in die Luft geschleudert wird.

## Film und Comic
- Incorruptus kam im Comic Asterix bei den Schweizern vor, wo Asterix und Obelix versuchen, das Edelweiß zu finden, um einen in ihr Dorf aufgenommenen, von Miraculix gepflegten Römer vor einer Vergiftung zu retten.

- Geld von einem Steuereintreiber wurde in Asterix und der Kupferkessel gestohlen, dort wurde dies von Asterix selbst durchgeführt, da er so eine Ehrenschuld gegenüber dem Dorf erfüllen musste.

- Tullius Destructivus ist der Hauptfeind im Comic Streit um Asterix, in dem er überall Zwietracht sät. Abgesehen von dem Namen haben Comic- und Filmfigur jedoch kaum etwas gemein.

- Destructivus erfährt vom Zenturio Gaius Bonus Informationen über die Gallier und den Zaubertrank. Passenderweise ist Gaius Bonus der erste Zenturio, der sowohl im Comic und dem Film Asterix der Gallier überhaupt von der Existenz des Wundermittels erfuhr.

- In diesem Film heißt der Seher Lügnix, während er im Comic Der Seher sowie im Zeichentrickfilm Asterix – Operation Hinkelstein Lügfix heißt. In beiden Filmen und im Comic ist Asterix der einzige im Dorf, der ihm misstraut.

- Der heilige Karnutenwald ist im Comic Asterix und die Goten ein Schauplatz. Auch Miraculix’ Druidenkollege Florix ist dort zu sehen. Obelix als Legionär Obelus ist auch dort vertreten.

- Hier wirkt der Zaubertrank nur ein paar Minuten, im Comic dagegen einige Stunden.

- Im Film kommt vor, dass Obelix sich in Falbala verliebt, was sich auch schon im Trickfilm Sieg über Cäsar und im Comic Asterix als Legionär, das Sieg über Cäsar teilweise als Vorlage diente, ereignete.

- Am Ende des Films bekommt Obelix als Geburtstagsgeschenk eine „Torte“ bestehend aus Römern. Dies ist an den Beginn des Comics Obelix GmbH & Co. KG angelehnt, in dem er eine gesamte Legion als „Geschenk“ bekommt.

## Synchronisation
Die deutsche Synchronisation entstand bei der Bavaria Synchron GmbH in München. Andreas Pollak schrieb das Dialogbuch und führte Dialogregie.
| Rolle                | Darsteller           | Synchronsprecher         |
| -------------------- | -------------------- | ------------------------ |
| Asterix              | Christian Clavier    | Michael Pan              |
| Obelix               | Gérard Depardieu     | Manfred Lehmann          |
| Julius Cäsar         | Gottfried John       | Gottfried John           |
| Tullius Destructivus | Roberto Benigni      | Lutz Mackensy            |
| Miraculix            | Claude Piéplu        | Klaus Höhne              |
| Majestix             | Michel Galabru       | Hartmut Neugebauer       |
| Gutemine             | Marianne Sägebrecht  | Marianne Sägebrecht      |
| Troubadix            | Pierre Palmade       | Crock Krumbiegel         |
| Methusalix           | Sim                  | Osman Ragheb             |
| Madame Methusalix    | Arielle Dombasle     | Solveig Duda             |
| Automatix            | Jean-Roger Milo      | Holger Schwiers          |
| Verleihnix           | Jean-Jacques Devaux  | Willi Röbke              |
| Falbala              | Laetitia Casta       | Stefanie von Lerchenfeld |
| Tragicomix           | Hardy Krüger Jr.     | Hardy Krüger Jr.         |
| Caius Bonus          | Jean-Pierre Castaldi | Klaus Sonnenschein       |
| Lügnix               | Daniel Prévost       | Gudo Hoegel              |
| Malosinus            | Michel Muller        | Wolfgang Müller          |
| Trollibus            | Beppe Chierici       | Thomas Rauscher          |
| Überdrus             | Herbert Fux          | Herbert Fux              |

## Kritiken
Der Film wurde von der Presse durchschnittlich aufgenommen, jedoch bemängelt fast jede Kritik das Fehlen des Humors der Comicvorlage. „Eingefleischte Fans der gezeichneten Version werden eher enttäuscht sein“, schrieb moviemaster.de, da der subtile Humor des Comics in der Realverfilmung nicht zum Wirken komme. „Das funktioniert nicht. Die Phantasie des Comics geht verloren“, urteilte die Libération. Der Film würde zu viele Hollywood-Effekte und zu wenig feinsinnige Elemente enthalten, die den Witz der Asterixbände ausmachen.
BR-online schrieb: „Christian Clavier und Gerard Depardieu mühen sich nach Kräften, die Bühnenbildner haben extrem gute Arbeit geleistet, die Trickspezialisten sich völlig verausgabt, aber es bleibt dabei: Gegen die blitzgescheiten, unübertroffen witzigen Comics, hat der Film nicht die geringste Chance. Nur selten, meist in den Szenen mit dem wunderbaren Roberto Benigni und dem köstlich tuntigen Gottfried John, blitzt die einzigartige Ironie der Asterix-Väter Goscinny und Uderzo durch – der Rest ist Langeweile.“ Laut dem Lexikon des internationalen Films krankt der Film „an seiner Gigantomanie und Ausstellungssucht, die den intelligenten Charme der Vorlagen vermissen läßt und die ausgeklügelten Comic-Charaktere verflacht.“

## Auszeichnungen
Der Film erhielt 1999 die Goldene Leinwand und den Bogey Award in Silber. Ein Jahr später erhielt Gottfried John den Bayerischen Filmpreis als bester Nebendarsteller.
Bei der Verleihung des César 2000 war der Film für das Beste Szenenbild (Jean Rabasse) nominiert.
Die Deutsche Film- und Medienbewertung FBW in Wiesbaden verlieh dem Film das Prädikat „wertvoll“.

## Filmmusik
Die Musik zum Film komponierten die Franzosen Jean-Jacques Goldman und Roland Romanelli. Das Lied Elle ne me voit pas wurde von verschiedenen Künstlern in deren Muttersprache aufgenommen. Das Original singt Goldman, Riccardo Cocciante die italienische Version Lei non vede me und Marcel Kapteijn das niederländische Ze Ziet Me Niet Staan. Das deutsche Sie sieht mich nicht, adaptiert von Moses Pelham und interpretiert von Xavier Naidoo, erreichte Platz 2 der Charts und wurde mit Platin ausgezeichnet.
Die Titelliste der in Deutschland veröffentlichten Version des Soundtracks (in Klammern die Originaltitel):
- Sie sieht mich nicht – 4:26 (Xavier Naidoo)
- Asterix und Obelix gegen Cäsar (Asterix et Obelix contre César) – 2:20
- Der Hinterhalt (L'embuscade) – 2:07
- Die Liebe (L'amour) – 3:52
- Nochmals der Zirkus (Le cirque encore) – 5:15
- Die goldene Sichel (La serpe d'or) – 4:07
- Falbala – 1:48
- Die Machenschaften des Tullius Destructivus (La machination de Détritus) – 1:58
- Die geordnete Schlacht (La bataille rangée) – 2:40
- Der Wahrsager (Le devin) – 2:43
- Der Zirkus (Le cirque) – 4:04
- Ewige Liebe (L'amour toujours) – 3:45
- Die Halluzinationen des Asterix (Les hallucinations d'Astérix) – 2:56
- Der Zaubertrank (La potion magique) – 3:14
- Das zweiköpfige Einhorn (La licorne a 2 têtes) – 5:50
- Belenos – 7:18
- Belenos (Remix) – 4:04
- Obelix – 3:44
- Elle ne me voit pas – 4:26 (Jean-Jacques Goldman)
- Lei non vede me – 4:26 (Riccardo Cocciante)